# Интерђиро класификација на Ђиро д’Италији
Интерђиро класификација (од 2025. Ред бул километар) једно је од такмичења на етапној бициклистичкој трци, Ђиро д’Италији. Одржавана је од 1989. до 2005. године, када је лидер носио плаву мајицу, а затим је угашена. Године 2024. поново је покренута, побједник не носи посебну мајицу, али добија трофеј у облику цвијета и зелени број на дресу. Од 2025. промијењена је у Ред бул километар.

## Историја
Интерђиро класификација је уведена 1989. као замјена за класификацију комбинације која је укинута након Ђира 1988. Рачунање за интерђиро класификацију је било слично као и за генерални пласман, на свакој етапи је постојао пролазни циљ и вријеме које возачи остваре када прођу кроз тај циљ је вријеме које се рачунало за интерђиро класификацију. Како је трка текла, времена остварена на пролазним циљевима су се сабирала и возач са најмањим укупним временом је био лидер и носио је плаву мајицу. Интерђиро класификација је била друго по важности такмичење на Ђиру, јер је било јединствено, није примјењивано ни на једној другој трци.
Пролазни циљ је обично био на средини етапе, на њему су се рачунала времена за интерђиро класификацију, али такође су се добијали поени за класификацију по поенима и секунде бонификације које су се рачунале и за интерђиро класификацију и за генерални пласман. Времена за интерђиро класификацију су се рачунала као и времена на крају етапе, само са разликом што је након пролазног циља етапа и даље вожена до регуларног циља. Возачи који су били на челу групе или у бијегу, били су углавном добро пласирани у класификацији јер су остваривали боље вријеме на пролазном циљу.
Интерђиро класификација је био начин за возаче који нису били спринтери нити су били конкурентни за генерални пласман, да се боре за мајицу и као таква, била је слична награди за најагресивнијег возача. Неки возачи су долазили на Ђиро само са циљем да се боре за освајање интерђиро класификације, па су након пролазних циљева возили лагано до краја етапе. Током година се смањило интересовање за интерђиро класификацију и за њу су се касније борила само двојица или тројица возача, због чега је након Ђира 2005. укинута. На Ђиро 2006. враћена је класификација комбинације, која је такође укинута послије једне године и уведена је поново класификација за најбољег младог возача.
Године 2024. класификација је поново покренута, додјељивали су се поени за прву осморицу возача од 12 до 1, а побједник је добио новчану награду и трофеј у облику цвијета. Од 2025. промијењена је у Ред бул километар, као једини пролазни циљ на којем се додјељују секунде бонификације, уз новчану награду за првог возача који прође кроз циљ Ред бул километра, док првих пет возача добијају поене, 15, 8, 5, 3 и 1.

## Побједници
Побједници интерђиро класификације.
- 2025.  Мануеле Тароци
- 2024.  Филипо Фјорели
- 2005.  Стефано Цанини[11][12]
- 2004.  Рафаеле Илијано[13][14]
- 2003.  Магнус Бекстед[15]
- 2002.  Масимо Страцер[16]
- 2001.  Масимо Страцер[17]
- 2000.  Фабрицио Гвиди[18]
- 1999.  Фабрицио Гвиди[19]
- 1998.  Ђан Матео Фањини[20][21]
- 1997.  Дмитри Коњишев[22][23]
- 1996.  Фабрицио Гвиди[24]
- 1995.  Тони Ромингер[25]
- 1994.  Џамолидин Абдужапаров[26]
- 1993.  Јан Сворада[27][28]
- 1992.  Мигел Индураин[29]
- 1991.  Алберто Леанизбарутија[30][31]
- 1990.  Фил Андерсон[32]
- 1989.  Јуре Павлич[33]

### Вишеструки побједници
| Позиција | Име            | Држава  | Број побједа | Године           |
| -------- | -------------- | ------- | ------------ | ---------------- |
| 1.       | Фабрицио Гвиди | Италија | 3            | 1996, 1999, 2000 |
| 2.       | Масимо Страцер | Италија | 2            | 2001, 2002       |

### По државама
| Држава      | Број бициклиста који су победили | Број победа |
| ----------- | -------------------------------- | ----------- |
| Италија     | 6                                | 9           |
| Шпанија     | 2                                | 2           |
| Узбекистан  | 1                                | 1           |
| Аустралија  | 1                                | 1           |
| Шведска     | 1                                | 1           |
| Швајцарска  | 1                                | 1           |
| Југославија | 1                                | 1           |
| Русија      | 1                                | 1           |
| Чешка       | 1                                | 1           |